# Doliocarpus magnificus
Doliocarpus magnificus är en tvåhjärtbladig växtart som beskrevs av Herman Otto Sleumer. Doliocarpus magnificus ingår i släktet Doliocarpus och familjen Dilleniaceae. Inga underarter finns listade i Catalogue of Life.